# Hannah Ocuish
Hannah Ocuish (ur. w marcu 1774, zm. 20 grudnia 1786 w New London, w stanie Connecticut) – Indianka z plemienia Pekotów, najmłodsza kobieta skazana na karę śmierci w historii Stanów Zjednoczonych (w wieku 12 lat i 9 miesięcy). Była prawdopodobnie opóźniona w rozwoju, na co wskazują informacje matki alkoholiczki. Przez lata tułała się po przytułkach.
21 lipca 1786 roku o godzinie 10:00 znalezione zostało ciało sześcioipółletniej Eunice Bolles. Znajdowało się na drodze łączącej New London z Norwich w kolonii Connecticut. Wśród podejrzanych znalazła się dwunastoletnia Hannah. Zeznała, że widziała z Eunice czterech chłopców blisko miejsca zbrodni. Nie udało się tego potwierdzić. Podczas następnego przesłuchania przyznała się do zarzutów. Pięć tygodni wcześniej ofiara przyłapała ją na kradzieży owoców podczas zbiorów truskawek, więc Hannah prawdopodobnie chciała się na niej zemścić. Jak wykazało śledztwo, podczas drogi do szkoły namówiła ofiarę, by zeszła ze ścieżki, następnie uderzyła ją i udusiła.
Podobno mimo strachu w czasie egzekucji, nie stawiała żadnego oporu i podziękowała szeryfowi za jego dobroć. Wyrok wykonano przez powieszenie w New London.

The sparing of you on account of your age, would, as the law says, be of dangerous consequences to the public by holding up an idea, that children might commit such atrocious acts with impunity.